# 弗兰克·戈特沙尔特
弗兰克·戈特沙尔特（德語：Frank Gottschalt，20世纪—），德国男子赛艇运动员。他曾代表东德参加1977年世界赛艇锦标赛，获得男子八人单桨有舵手金牌。